# MIDNIGHT SPECIAL
MIDNIGHT SPECIAL（ミッドナイトスペシャル）は、1988年10月から1990年9月までNACK5の開局と同時に始まり、同局の深夜の時間帯で放送されていたラジオ番組である。毎日25:00（午前1時）から29:00（午前5時）まで4時間通しての放送で、当初は月曜日から土曜日まで、1989年4月から月曜日から金曜日までの放送になる。主に日本のミュージシャンが日替わりでパーソナリティを務めていたということで、後番組『MIDNIGHT ROCK CITY』の前身的番組ともなった。

## パーソナリティ
- 月曜日：週替わりパーソナリティ
- 火曜日：井口一彦（THE HEART）
- 水曜日：中村義人（横道坊主） （1988年10月 - 1990年3月）
→Sgt.ルーク篁III世（聖飢魔II）、VELVET PAW （1990年4月 - 同年9月）
- 木曜日：武内享（チェッカーズ）
- 金曜日：近藤等則
- 土曜日：渡辺裕子、斎藤千夏 （1988年10月 - 1989年3月）

## 主なコーナー
火曜日
- ONE WAY LOVES MESSAGE
- 真夜中の相談スペシャル
- 井口コレクション
- 井口のかずちゃんと純な交際
- 早起き人間のためのダンスミュージック
- HAPPY BIRTHDAY

水曜日（中村義人）
- なんでもいいわけ
- ねえねえ義人くん
- 名付け親
- おじおくん
- お代理テレフォン
- 捨てたもんじゃないね
- ヒストリー・オブ・ロック
- 輝け!ドーナツ盤大賞

水曜日（ルーク篁）
- 明るい悪魔相談室
- キューティー鈴木のコーナー

木曜日
- GO GO BAND小僧
- 今日の接待
- 巨匠武内のまわれ歌謡曲
- 巨匠武内のこだわりが一番
- ミュージック広辞苑
- 哀しい愛のポエム劇場
- ワンショットチェッカーズ

金曜日
- KONDO PROJECT
- ミッドナイト・デリバリー
- キャンパスウィークリー
- キャンパス予備校
- カレッジステーション宣言

## 特番
- MIDNIGHT SPECIAL　GO-BANG'Sの　SPECIAL　I LOVE YOU （1989年4月）

| FM NACK5 平日深夜のワイド番組 | FM NACK5 平日深夜のワイド番組 | FM NACK5 平日深夜のワイド番組 |
| 前番組                        | 番組名                        | 次番組                        |
| ----------------------------- | ----------------------------- | ----------------------------- |
| 開局前のため無し              | MIDNIGHT SPECIAL              | MIDNIGHT ROCK CITY            |